# Stadio Libero Liberati
Stadio Libero Liberati je fotbalový stadion v italském městě Terni, v regionu Umbria. Byl vystaven v roce 1969.Je pojmenován po místním rodákovi motocyklistovi Libero Liberatim, který zahynul v roce 1962. Pořádají se zde i hudební koncerty.

## Historie
V 60. letech se město rozhodlo postavit nový stadion, místo starého Stadio viale Brin. Architekt Leopoldo Baruchello se rozhodl dát budově, na italské poměry neobvyklou strukturu: stojí na elipsovitém půdorysu se třemi nad sebou umístěnými úrovněmi. Projekt měl i multisportovní hodnoty, protože kolem fotbalového hřiště byla vybudována i atletická dráha.
Stadion byl slavnostně otevřen 24. srpna 1969, při utkání s Palmeiras. V roce 1974 byly přidány další tribuny do prázdného prostoru západního sektoru a krátce poté byla rozebrána atletická dráha. Původně byly tribuny schopny podporovat velmi velké davy. Během zápasu s Římem zaznamenal stadion maximální návštěvnost asi 45 000 diváků (z toho téměř 20 000 římských fanoušků). Následné zpřísnění bezpečnostních předpisů pak postupně omezovalo maximální kapacitu i pod 20 000 míst.
V roce 2008 byly instalovány turnikety a byly umístěny CCTV kamery. V roce 2012 se město rozhodlo že stadion bude bez bariér, bez příkopů, se všemi sektory tvořenými jedinou strukturou (velmi blízko hřiště) a mnoho dalších změn za cenu 3 milionů Euro.
Italská fotbalová reprezentace zde odehrála dva přátelské zápasy. Dne 13. února 1991 zde přivítala Belgii (0:0) a 24. ledna 1996 Wales (3:0).